# Zodion pamirense
Zodion pamirense är en tvåvingeart som beskrevs av Zimina 1974. Zodion pamirense ingår i släktet Zodion och familjen stekelflugor. Inga underarter finns listade i Catalogue of Life.